# Enguiço
| Críticas profissionais | Críticas profissionais |
| Avaliações da crítica  | Avaliações da crítica  |
| Fonte                  | Avaliação              |
| ---------------------- | ---------------------- |
| AllMusic               | 4 de 5 estrelas.       |

Enguiço é o álbum de estréia da cantora e compositora Adriana Calcanhotto, lançado em 1990. O álbum recebeu um disco de ouro (o que significa que vendeu mais de 50 mil cópias no país). Esse disco foi dedicado à Maria Bethânia.

## Faixas
| N.º | Título                                 | Compositor(es)                               | Duração |  |
| 1.  | "Enguiço"                              | Adriana Calcanhotto                          | 3:34    |  |
| 2.  | "Naquela Estação"                      | Caetano Veloso; João Donato; Ronaldo Bastos  | 4:44    |  |
| 3.  | "Caminhoneiro"                         | Erasmo Carlos; John Hartford; Roberto Carlos | 4:02    |  |
| 4.  | "Sonífera Ilha"                        | Titãs                                        | 4:42    |  |
| 5.  | "Disseram que Eu Voltei Americanizada" | Luiz Peixoto; Vicente Paiva                  | 2:27    |  |
| 6.  | "Orgulho de um Sambista"               | Gilson de Souza                              | 4:54    |  |
| 7.  | "Nunca"                                | Lupicínio Rodrigues                          | 4:14    |  |
| 8.  | "Pão Doce"                             | Carlos Sandroni                              | 3:38    |  |
| 9.  | "Mortaes"                              | Adriana Calcanhotto                          | 5:11    |  |
| 10. | "Injuriado"                            | Eduardo Dusek                                | 3:17    |  |